# Carl Gustaf Selling
Carl Gustaf Selling, född den 16 mars 1840 i Härnösand, död den 25 november 1904 i Djursholm, Danderyds församling, Stockholms län, var en svensk jurist. Han var far till Gösta Selling.
Selling blev student vid Uppsala universitet 1858 och avlade examen till rättegångsverken där 1861. Han blev auskultant i Svea hovrätt samma år, extra ordinarie notarie där samma år, vice häradshövding 1865, tillförordnad fiskal i Svea hovrätt 1869, adjungerad ledamot i Hovrätten över Skåne och Blekinge samma år och i Svea hovrätt 1870, konstituerad fiskal i sistnämnda hovrätt 1875, ordinarie fiskal där 1876, assessor 1877 och hovrättsråd 1890. Selling blev riddare av Nordstjärneorden 1891. Han vilar i en familjegrav på Norra begravningsplatsen utanför Stockholm.